# Шарлотта Мекленбург-Стрелицкая
София Шарлотта Мекленбург-Стрелицкая (нем. Sophie Charlotte zu Mecklenburg-Strelitz; 19 мая 1744[…], Миров, герцогство Мекленбург-Стрелиц, Священная Римская империя — 17 ноября 1818[…], Кью, Большой Лондон или Лондон) — принцесса Мекленбургского дома, супруга короля Великобритании Георга III.

## Биография

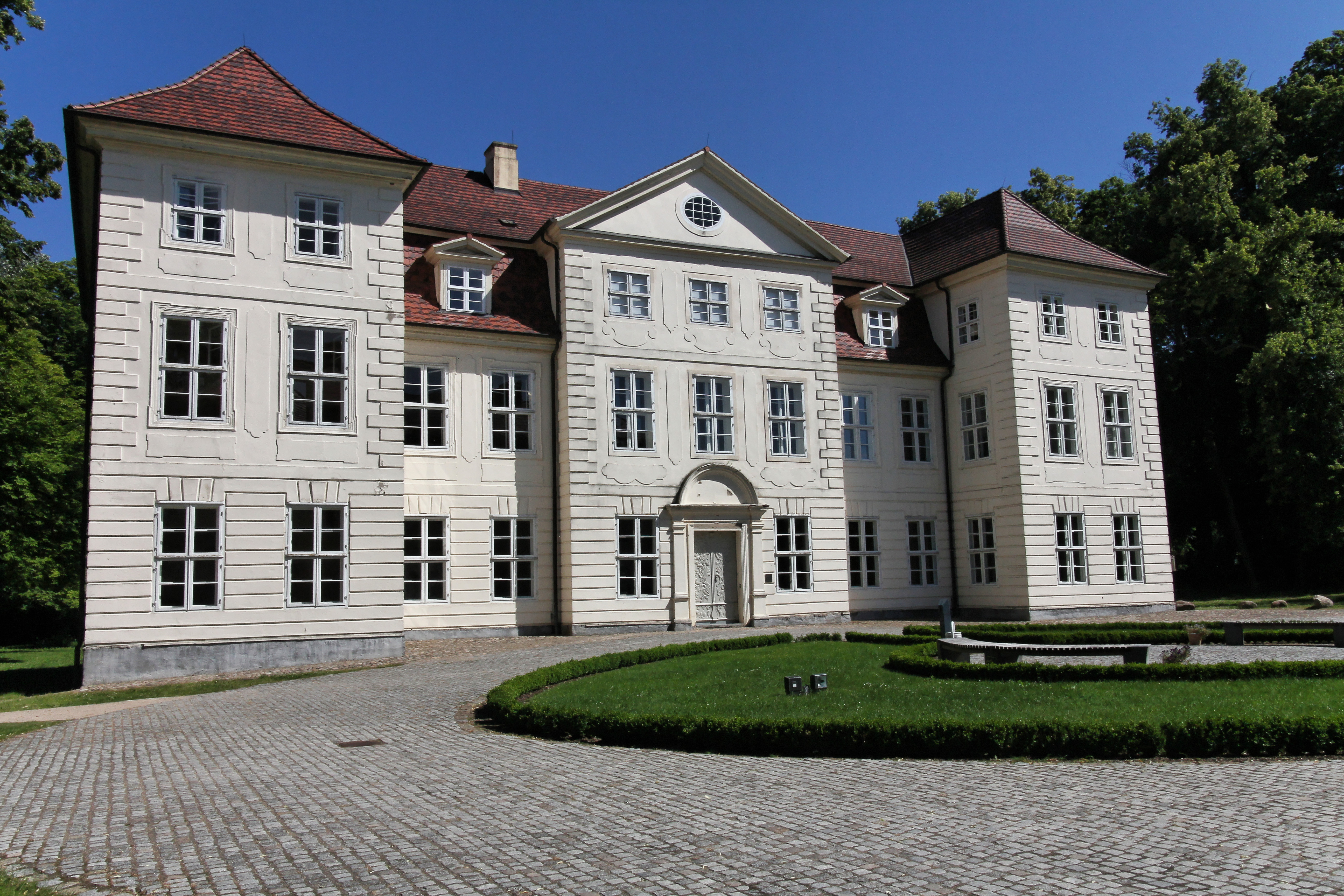
Нижняя резиденция в Мирове, где родилась Шарлотта

София Шарлотта родилась 19 мая 1744 года и стала младшей дочерью герцога Карла Людвига Фридриха Мекленбург-Стрелицкого (1708—1752) и герцогини Елизаветы Альбертины Саксонской (1713—1761). Мекленбург-Стрелиц был маленьким северо-германским герцогством Священной Римской империи. Все дети четы родились в Unteres Schloss (Нижнем замке) Мирова. Согласно дипломатической переписке по вопросу брака с Георгом III в 1761 году, Шарлотта получила «весьма посредственное образование». Её воспитание походило на воспитание дочери английского джентри. Её образование сводилось к общему пониманию ботаники, естественной истории и языкам; особое внимание уделялось домашнему хозяйству и религии, которую преподавал священник. Лишь после воцарения её брата Адольфа Фридриха в 1752 году Шарлотта получила опыт придворной жизни и обязанностей.

### Королева

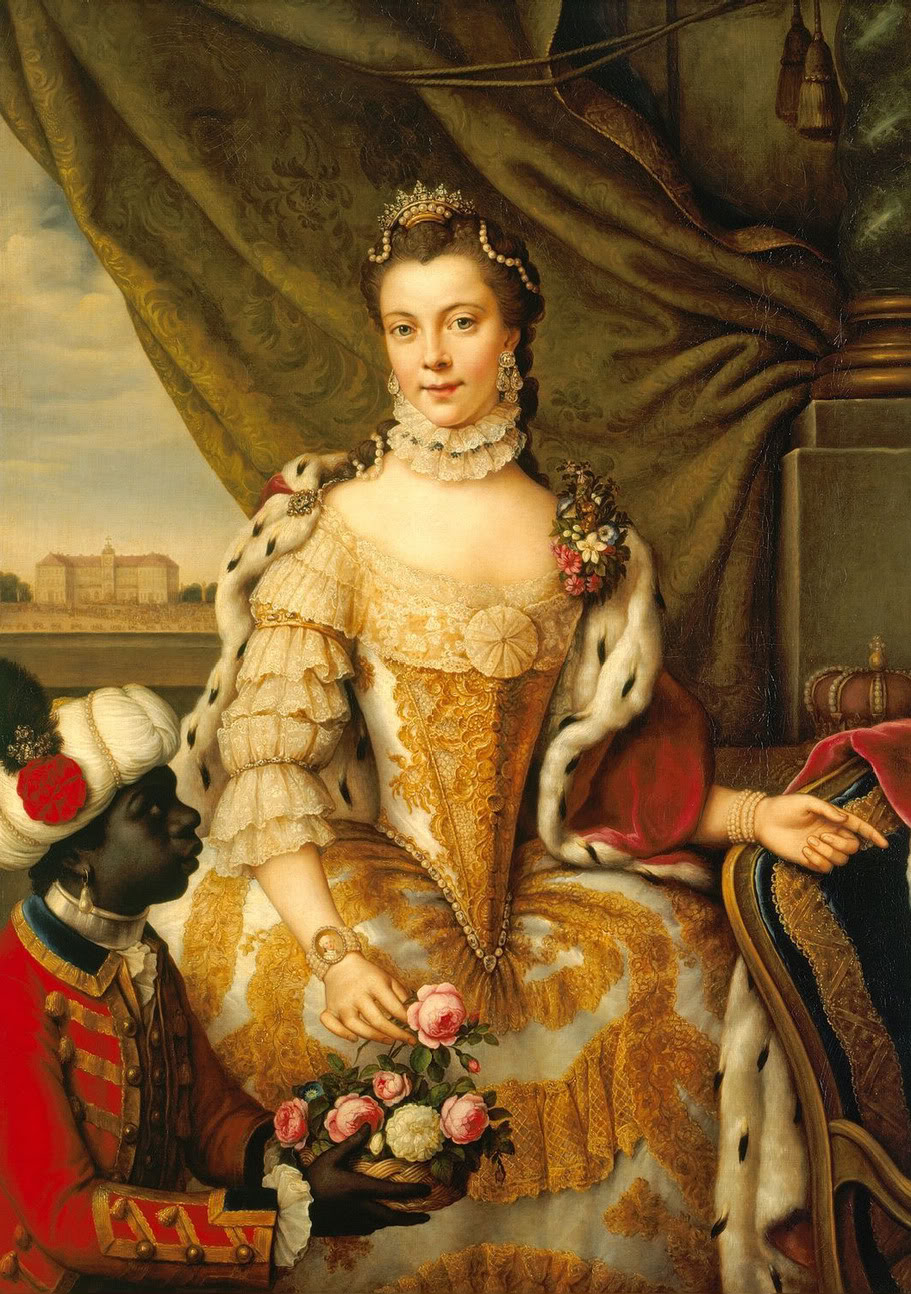
Принцесса Шарлотта на портрете Иоганна Георга Цисениса. Ок. 1761

Воцарившемуся после смерти своего деда Георга II, 22-летнему Георгу III его мать и советники выбрали невесту в лице 17-летней принцессы Шарлотты Мекленбург-Стрелицкой, потому что она выросла в незначительном северогерманском герцогстве, отчего не имела интереса к политике и интригам. После бракосочетания её настоятельно попросили не вмешиваться, чему она безропотно подчинилась.
8 сентября 1761 года, спустя 6 часов после прибытия в Англию, принцесса Шарлотта сочеталась браком с королём Георгом III. Церемонию в Королевской капелле Сент-Джеймсского дворца провёл архиепископ Кентерберийский Томас Секкер. На бракосочетании присутствовали лишь члены королевской семьи, приехавшие с принцессой из Германии и несколько приглашённых гостей.
До свадьбы Шарлотта не говорила по-английски, однако быстро его выучила, хотя и говорила с сильным немецким акцентом. Один современник так сказал о королеве: «Она сначала робкая, но говорит много, когда находится в кругу знакомых».
Спустя менее года после свадьбы, 12 августа 1762 года Шарлотта родила первенца, Джорджа, принца Уэльского. За годы супружества она позже родила ещё 14 детей, из которых только Октавий и Альфред не дожили до взрослого возраста.
Официальной резиденцией служил Сент-Джеймсский дворец. В 1762 году королевская чета переехала в приобретённый Букингемский дворец на западе Сент-Джеймсского парка. Королеве пришёлся по душе новый дворец, она проводила там так много времени, что его назвали Дом королевы. Парламентский декрет 1775 года закрепил права королевы на новый дворец в обмен на Сомерсет-хаус. Большинство детей Шарлотта родила в Букингемском дворце. Сент-Джеймсский дворец остался официальной и церемониальной резиденцией.
В первые годы пребывания в Англии из-за сложностей в адаптации к новой жизни при английском дворе у Шарлотты сложились напряжённый отношения со свекровью, принцессой Августой. Вдовствующая принцесса вмешивалась в попытки Шарлотты установить светские контакты, настаивая на строгом соблюдении придворного этикета. Кроме того, Августа назначила в окружение Шарлотты работников, которые рассказывали Августе о поведении королевы. За помощью Шарлотта обращалась к своим немецким друзьям, особенно к ближайшей подруге Юлианне фон Шелленберг.
Королю нравились загородные прогулки, простой домашний быт, что шокировало привычных к строгому протоколу придворных. Леди Мэри Коук (Lady Mary Coke) возмутилась, узнав, что в июле 1769 году король, королева, их навестившие принц Эрнест и леди Эффингем отправились на прогулку по Ричмонду без слуг: «Я сомневаюсь в порядочности королевы, гуляющей по городу без присмотра».
С 1778 года королевская чета проводила своё время в недавно построенной резиденции — Королевской ложе Виндзора, напротив Виндзорского замка в Большом Виндзорском парке, где король любил охотиться на оленей. Королева занималась обустройством внутреннего убранства дворца, что отметила в своих воспоминаниях друг королевской семьи Мери Гранвил Делейни: «Вход в первую комнату был ослепителен, всё украшено красивыми индийскими обоями, стулья покрыты различными вышивками самых ярких цветов, стаканы, столы, канделябры, всё в лучшем вкусе, всё рассчитано на то, чтобы придать этому месту наибольшую жизнерадостность».
Шарлотта оказывала косвенное влияние на политику Георга III. Её волновали интересы Германии, Война за баварское наследство. Возможно, благодаря ей в 1785 году Англия вмешалась в конфликт между Иосифом II и Карлом Теодором.

### Болезнь короля

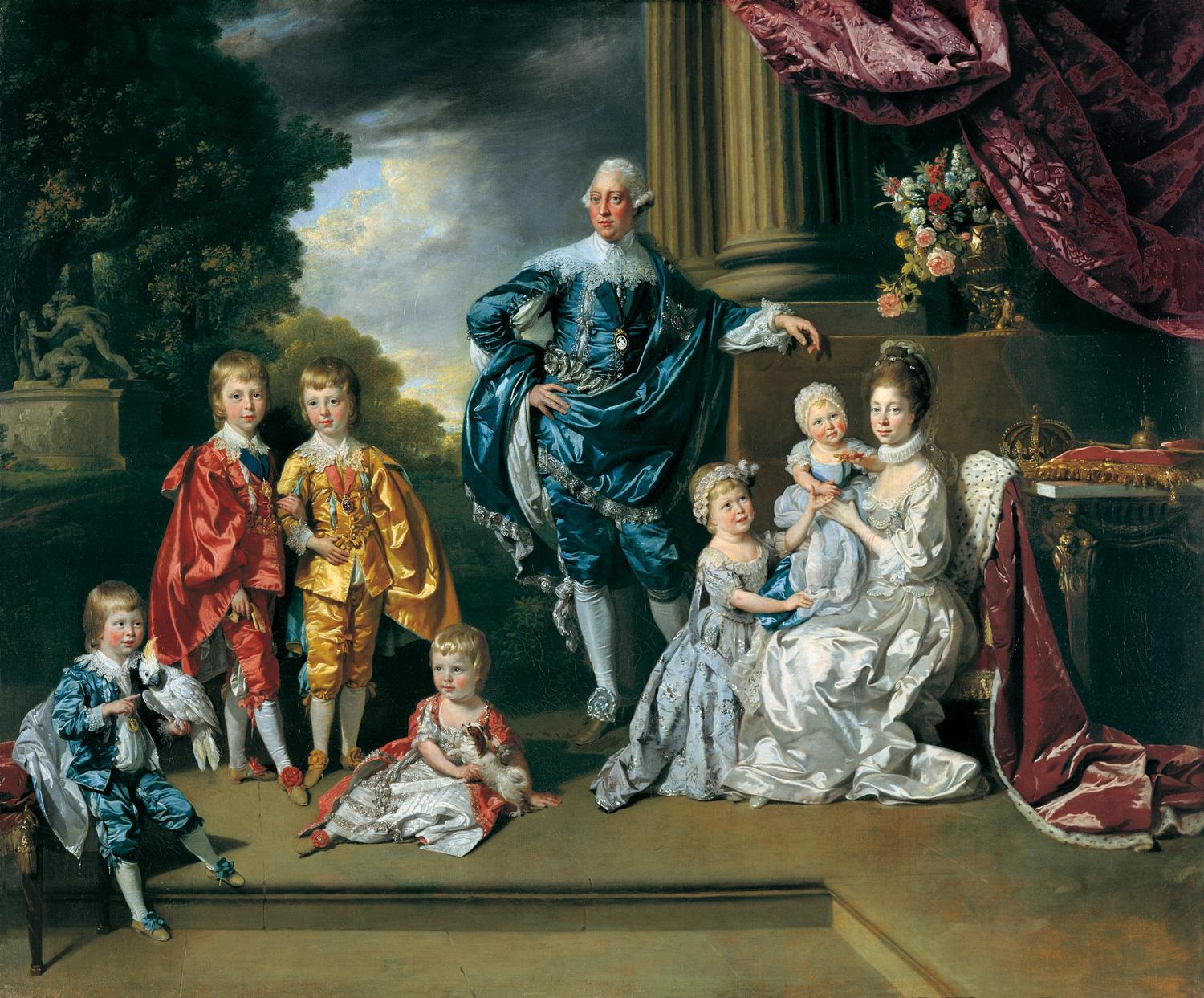
Король Георг III с королевой-консортом Шарлоттой и их шестью старшими детьми. Художник Иоганн Цоффани. 1770

Когда в 1765 году у короля случился первый приступ душевной болезни, принцесса Августа и лорд Бьют держали Шарлотту в неведении. Билль 1765 года назначал Шарлотту регентшей в случае признания короля неспособным к правлению. Принцессе Августе и лорду Бьюту не удалось воспрепятствовать биллю, но, так как Шарлотта не слышала о болезни мужа, для неё осталось неизвестно и утверждение билля.
Приступ физической и душевной болезни короля в 1788 году испугал королеву. Писательница Фанни Берни, прислуживавшая тогда королеве, слышала её причитания: «Что будет со мной? Что будет со мной?». После очередного припадка супруга королева отказалась оставаться с ним одна и настояла предоставить ей отдельную спальню. Когда Шарлотте сообщили, что короля перевозят в Кью (Kew) и ей надлежит переехать в Королевскую ложу или Виндзор, она изъявила желание сопровождать супруга, но жить отдельно от него. Она регулярно навещала короля, но эти визиты были неудобными, поскольку король стремился обнимать и не отпускать своих гостей.
В 1788 году в связи с ментальным здоровьем короля нарастал конфликт между королевой и принцем Уэльским, которые желали принятие на себя функции регента в случае неспособности короля к руководству. Королева подозревала принца Уэльского в намерении объявить короля сумасшедшим с помощью доктора Уоррена и объявить себя регентом. Сторонники принца Уэльского, особенно сэр Гилберт Эллис, подозревали в том же королеву, которая могла заручиться поддержкой доктора Уиллиса и премьер-министра Уильяма Питта. Билль 1789 года на случай помешательства короля назначил принца Уэльского регентом, а королеве передал под опеку самого короля и его детей. Пользуясь этим биллем, королева запретила впредь принцу Уэльскому самостоятельно навещать короля, даже когда весной 1789 года короля вновь признали вменяемым. Вопрос регентства значительно разладил отношения между принцем Уэльским и его матерью. В споре он обвинил её, что она встала на сторону его врагов, а она назвала его врагом короля. Их конфликт получил огласку, когда она не пригласила его на концерт в честь выздоровления короля, что вызвало скандал. Принц и королева помирились по её инициативе в марте 1791 года.
С 1788 года портреты Шарлотты изображают её довольной и молодой в образе матери с детьми. Однако в этот год у её мужа появилось временное помешательство. Сегодня считается, что король страдал порфирией, но в то время причина болезни его была непонятна. После портретной работы сэра Томаса Лоуренса изображения королевы Шарлотты меняются — она выглядит старше. Помощница в гардеробной королевы Шарлотта Пепендик (Charlotte Papendiek) писала, что королева «сильно изменилась, её волосы почти седые».

### Интересы и покровительство

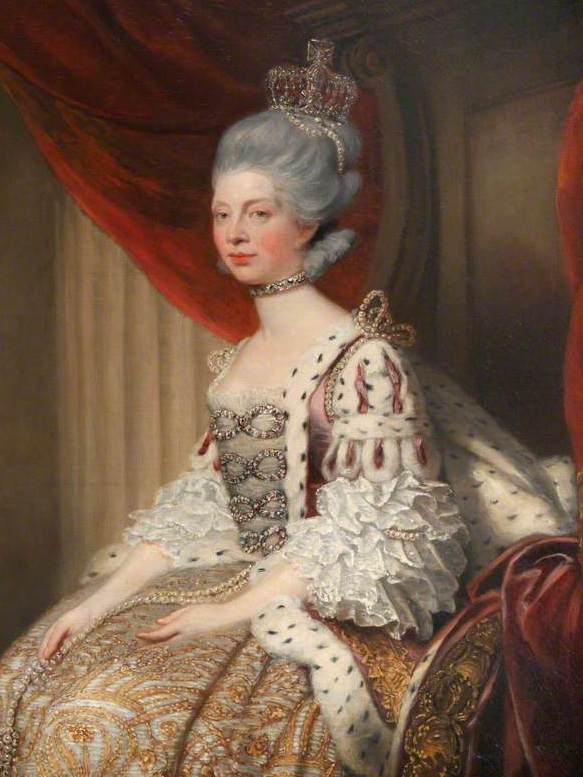
Королева Шарлотта в королевской мантии. Художник Джошуа Рейнольдс. 1779

Король и королева были знатоками немецкой музыки, поощряли немецких художников и композиторов. Они были страстными ценителями творчества Георга Фридриха Генделя. В апреле 1764 года 8-летний Вольфганг Амадей Моцарт с семьёй в рамках своего концертного тура приехал в Англию, где пробыл до июля 1765 года. 19 мая Моцарта пригласили ко двору, где музыкант играл для узкого круга придворной публики с 6 до 10 часов. Иоганн Кристиан Бах, 11-й сын великого Иоганна Себастьяна Баха в то время был учителем музыки королевы. Он положил сложные композиции Геделя, И. С. Баха, Карла Фридриха Абеля перед мальчиком. Он сыграл их тут же с листа к изумлению собравшихся. Позже юный Моцарт аккомпанировал королеве, когда она пела арию, и сыграл сольно на флейте. 29 октября Моцарта вновь пригласили ко двору на празднование четвёртой годовщины вступления короля на престол. В благодарность королевской милости Леопольд Моцарт написал шесть сонат (Opus 3) и посвятил их королеве 18 января 1765 года. За это она одарила Моцарта 50 гинеями.
Королева интересовалась ботаникой и посещала Королевские ботанические сады Кью. В век географических открытий исследователи вроде Джеймса Кука и Джозефа Бэнкса привозили новые виды и сорта растений, а королева позаботилась, чтобы коллекцию обогатили и расширили. Из-за её интереса к ботанике в её честь назвали южноафриканский цветок Стрелиция королевская.
Королевская чета покровительствовала мебельщику Уильяму Вайлу (William Vile), мастеру по серебру Томасу Хермингу, ландшафтному дизайнеру Ланселоту Брауну, немецкому художнику Иоганну Цоффани. В 1788 году королевская чета посетила фабрику фарфора в Вустере (основана в 1751 году, позже получила известность как Royal Worcester), где королева Шарлотта заказала фарфоровый сервиз, названный позднее Royal Lily (королевская лилия) в её честь. В честь королевы также назван дизайн фарфорового сервиза Queen Charlotte.
Королева основывала сиротские приюты и в 1809 году стала покровительницей (предоставив финансирование) госпиталя для беременных, переименованный позже в Королевскую больницу (сегодня Queen Charlotte’s and Chelsea Hospital). Королева понимала важность женского образования и позаботилась, чтобы её дочери получили лучшее образование, нежели было принято в то время. Также она настаивала, чтобы её дочери жили при ней и не выходили замуж, пока не получат соответствующее возрасту образование. В результате, ни одна из её дочерей не имела законных детей (у принцессы Шарлотты в браке родилась мертворожденная дочь; у принцессы Софии, возможно, был незаконнорожденный сын).
Королеве Шарлотте предположительно принадлежит рецепт сладкого десерта из яблок, запечённых в тесте (шарлотки). В честь неё названы города Шарлотт в Северной Каролине и Шарлоттаун в канадской провинции Остров Принца Эдуарда, а также залив в Новой Зеландии. Кроме того, именно королева Шарлотта установила первую королевскую рождественскую ёлку на праздник 1800 года, однако традиция установки ёлок укоренилась лишь через 40 лет в правление её внучки Виктории с подачи её супруга принца Альберта.

### Отношения с Марией-Антуанеттой

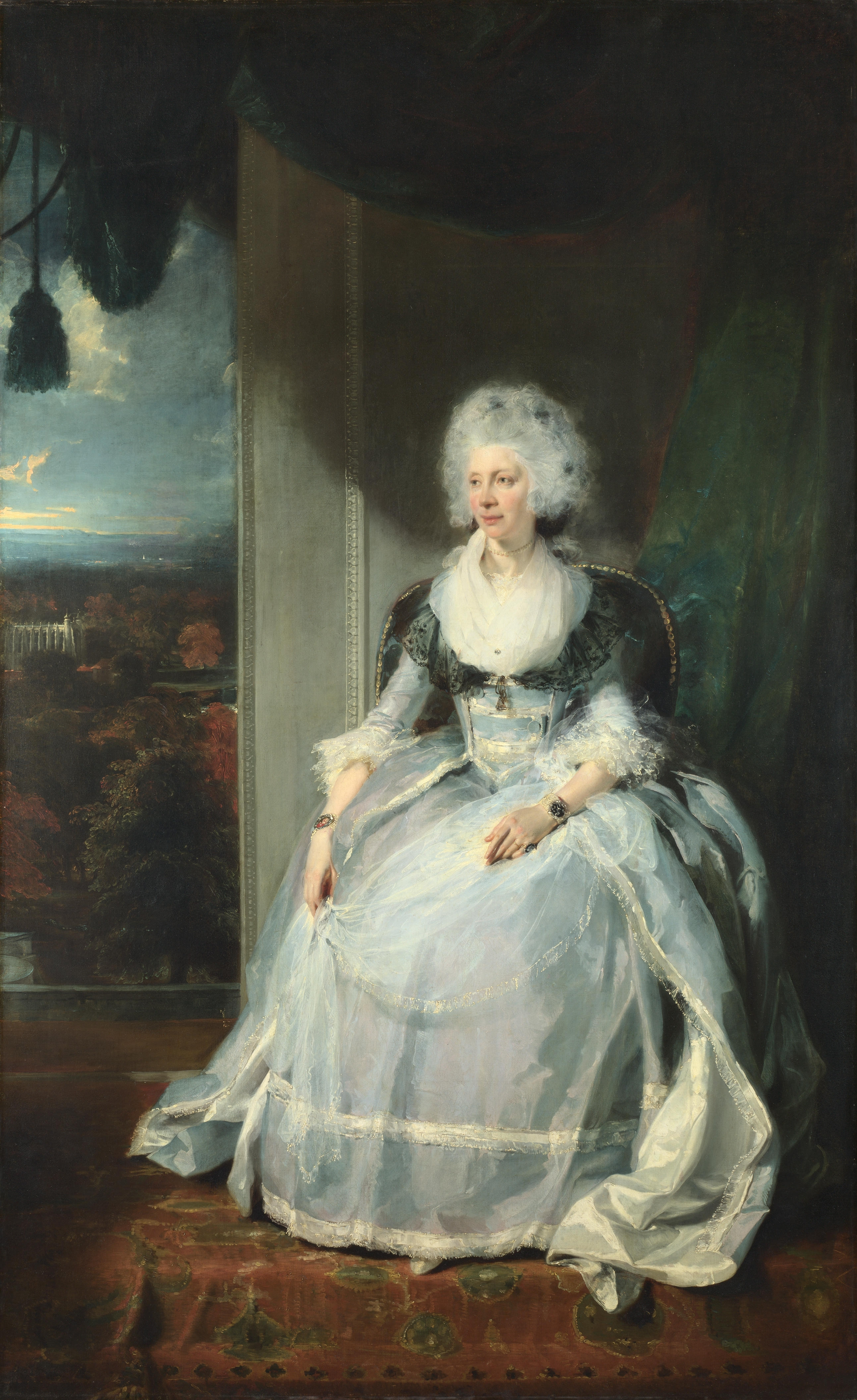
Королева Шарлотта в сентябре 1789 года. Художник Томас Лоуренс

Новость о Французской буржуазной революции добавили напряжения в жизнь королевы Шарлотты. Она поддерживала тёплые отношения с французской королевой Марией-Антуанеттой. Шарлотта была на 11 лет старше Марии-Антуанетты, но они разделяли общие интересы к музыке и искусству. Никогда не встречаясь лицом к лицу, они поддерживали дружбу письмами. Мария-Антуанетта доверительно сообщила Шарлотте о начале Французской революции. Шарлотта отвела комнаты для размещения бежавшей французской королевской семьи.

### Регентство
После продолжительной болезни умопомешательства в 1811 году король Георг III был помещён под специальный надзор, согласно биллю 1789 года. Королева Шарлотта редко навещала своего супруга из-за его агрессивного поведения. Считается, что она перестала видеться с ним после июня 1812 года, однако поддерживала супруга в его болезни, усугубляющейся с возрастом. Когда её сын принц-регент владел королевской властью, она была законным опекуном своего супруга с 1811 года до своей смерти в 1818 году. Из-за тяжести своей болезни король не мог узнать или понять, что она умерла.
В период регентства королева Шарлотта продолжала выполнять обязанности первой леди из-за отстранения её сына и его супруги. Она выполняла роль хозяйки рядом с сыном на официальных приёмах, таких как праздник в честь поражения императора Наполеона в 1814 году. В последние годы жизни она столкнулась с возросшей непопулярностью, становилась объектом уличных спектаклей. На приёме 29 апреля 1817 года в Лондоне её осмеяла толпа, на что она ответила, что ей крайне неприятно слышать такое после долгой службы стране.

### Смерть
Королева скончалась в присутствии своего старшего сына принца-регента, державшего её за руку, когда она сидела в кресле в загородном Голландском доме в Суррее (сегодня Дворец Кью). Её похоронили в Часовне Святого Георгия Виндзорского замка. Её муж скончался слепым, глухим, хромым и безумным 14 месяцев спустя. Шарлотта стала вторым консортом по долготе нахождения в статусе (после герцога Эдинбургского), что составило по времени от замужества до кончины 57 лет и 70 дней.
За день до смерти продиктовала свою волю секретарю супруга, сэру Герберту Тейлору, назначив его и лорда Ардена своими душеприказчиками. Большинство её ценного имущества составили драгоценности. Королева завещала драгоценности своему мужу, полученные от него, если он выздоровеет, иначе драгоценности должны были стать фамильной реликвией Ганноверского дома. Прочие драгоценности должны были быть равноценно разделены между здравствующими дочерями. Некоторые личные вещи, привезённые королевой из Мекленбург-Стрелица, должны вернуться к старшей ветви этой династии, а остальное имущество, включая книги, бельё, предметы искусства и фарфор, — поровну разделены между оставшимися в живых дочерьми.
После смерти королевы принц-регент потребовал драгоценности матери, а остальная часть её имущества была продана на аукционе в период с мая по август 1819 года. Её одежда, мебель и даже табак были проданы Christie’s.

## Дети
Шарлота от своего супруга родила 15 детей, 13 из которых дожили до взрослого возраста. Среди них два будущих короля Георг IV и Вильгельм IV, королева Вюртемберга Шарлотта Великобританская, принц Эдвард — отец королевы Виктории, принц Эрнст Август — король Ганновера.
| Имя                                                                               | Рождение         | Смерть           | Браки и дети |
| --------------------------------------------------------------------------------- | ---------------- | ---------------- | --- |
| Георг, принц Уэльский, впоследствии король Георг IV                               | 12 августа 1762  | 26 июня 1830     | женат 1795 на Каролине Брауншвейгской; одна дочь Шарлотта (умерла в 1817)                                                         |
| Фредерик, герцог Йоркский                                                         | 16 августа 1763  | 5 января 1827    | женат 1791 на принцессе Фредерике Прусской; детей нет                                                                             |
| Вильгельм, герцог Кларенс, впоследствии король Вильгельм IV                       | 21 августа 1765  | 20 июня 1837     | женат 1818 на Аделаиде Саксен-Мейнингенской; дети умерли во младенчестве; имел, кроме того, внебрачных детей (семья Фицкларенсов) |
| Шарлотта                                                                          | 29 сентября 1766 | 6 октября 1828   | замужем 1797 за Фридрихом I, королём Вюртемберга; детей нет                                                                       |
| Эдуард Август, герцог Кентский                                                    | 2 ноября 1767    | 23 января 1820   | женат 1818 на Виктории Саксен-Кобург-Заальфельдской; одна дочь (королева Виктория)                                                |
| Августа София                                                                     | 8 ноября 1768    | 22 сентября 1840 | не замужем |
| Елизавета                                                                         | 22 мая 1770      | 10 января 1840   | замужем 1818 за ландграфом Фридрихом VI Гессен-Гомбургским; детей нет                                                             |
| Эрнст Август, герцог Камберлендский, впоследствии король Ганновера Эрнст Август I | 5 июня 1771      | 18 ноября 1851   | женат 1815 на Фридерике Мекленбург-Стрелицкой; имел детей                                                                         |
| Август Фредерик, герцог Сассекский                                                | 27 января 1773   | 21 апреля 1843   | имел детей от морганатического брака с леди Августой Мюррей                                                                       |
| Адольф Фредерик, герцог Кембриджский                                              | 24 февраля 1774  | 8 июля 1850      | женат 1818 на Августе Гессен-Кассельской; имел детей                                                                              |
| Мария                                                                             | 25 апреля 1776   | 30 апреля 1857   | замужем 1816 за Вильямом, герцогом Глостерским; детей нет                                                                         |
| София                                                                             | 3 ноября 1777    | 27 мая 1848      | не замужем |
| Октавий                                                                           | 23 февраля 1779  | 3 мая 1783       | |
| Альфред                                                                           | 22 сентября 1780 | 20 августа 1782  | |
| Амелия                                                                            | 7 августа 1783   | 2 ноября 1810    | не замужем |

## Миф об африканском происхождении

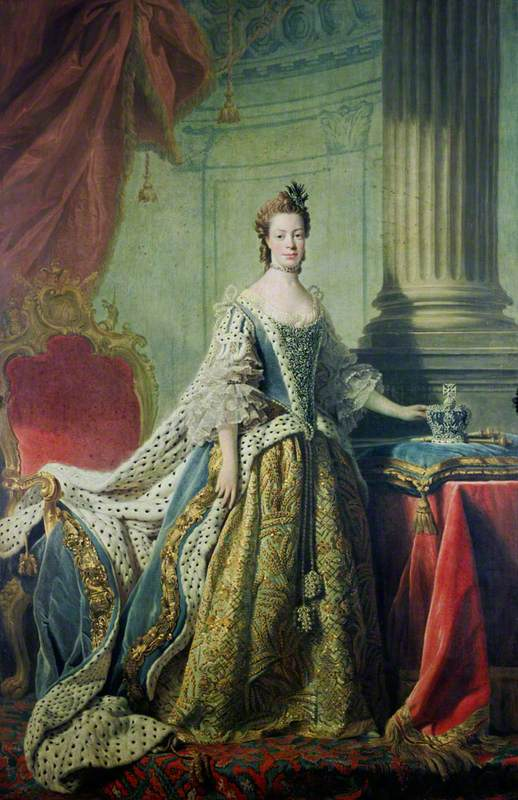
Портрет королевы Шарлотты 1761 года. Художник Аллан Рэмзи

С 1940 года появляются спекуляции о якобы африканском происхождении и этнической принадлежности королевы Шарлотты. В спорной книге «Sex and Race: Volume I» (Пол и раса. Том I) американо-ямайский автор Джоэль-Августус Роджерс утверждает, что у Шарлотты имеется негритянский штамм из-за её широкого носа и полных губ, запечатлённых Алланом Рэмзи на портрете 1761 года и в цитате Хораса Уолпола: «ноздри слишком широкие, у губ тот же недостаток». Это замечание со временем превратилось в утверждение, что у королевы Шарлотты африканские предки. Под утверждение приводится наблюдение, сделанное в 1810-х годах бароном Кристианом Фридрихом Стокмаром, что Шарлотта «была маленькой и кривой, с лицом мулатки». Это дало повод для последующих утверждений, будто королева «смешанной расы», «biracial», «чёрной».
В 1999 году Mario de Valdes y Cocom расширил предыдущие претензии на веб-сайте, созданном специально для американской телевизионной программы PBS Frontline. Он утверждает, что у Шарлотты была «безошибочно узнаваемая африканская внешность» и «негроидная физиогномия», что стало результатом дальнего африканского родства. В подтверждение автор приводит портрет Аллана Рэмзи, а также заявляет, что далёкий предок Шарлотты — Маргарита де Кастро и Соуза, португальская дворянка XV века, чья родословная восходит к королю Афонсу III (1210—1279) и одной его любовнице Мадрагане (1230-?), и происходит из «чёрной ветви португальского королевского дома». При этом, автор не приводит доказательств своей догадки, касающейся семейства Соуза. Автор основывает теорию на вольном, даже неправдоподобном прочтении портрета Рэмзи и воспринимает цитаты её современников слишком буквально.
В 2017 году после сообщения о бракосочетании принца Гарри и Меган Маркл несколько новостных сообщений подхватили миф о Шарлотте. Представитель Букингемского дворца Дэвид Бак сообщил: «Об этом годами ходят слухи. Это вопрос истории, и, честно говоря, у нас есть куда более важные темы для разговора».
Критики мифа обращают внимание, что дюжины портретов королевы Шарлотты изображают её с типичной североевропейской внешностью. Также нет доказательств, что её далёкий предок Маргарита де Кастро и Соуза была «чёрной» из «чёрной португальской королевской семьи», а её ещё более дальняя родственница Мадрагана могла быть скорее мосарабкой, нежели мавром, что не делает её «чёрной». Мадрагана приходится предком не только Шарлотте, но также многим членам Европейских королевских домов, включая супруга королевы — Георга III.

## Образ в искусстве
- 1994 — «Безумие короля Георга» (Великобритания); в роли королевы Шарлотты — Хелен Миррен.
- 2020 — телесериал «Бриджертоны» (США) от Netflix; в роли королевы Шарлотты — Голда Рошавель.
- 2023 — телесериал «Королева Шарлотта: История Бриджертонов» (США); в роли королевы Шарлотты Индия Рия Амартейфио, Голда Рошавель